# Yōko Hikasa
Yōko Hikasa (日笠 陽子, Hikasa Yōko) é uma dubladora e cantora japonesa nascida em 16 de julho de 1985 em Kanagawa. Ela está afiliada com a I'm Enterprise. Yoko ficou interessada em ser uma dubladora depois de assistir Sailor Moon.

## Trabalhos
Os papéis principais estão em negrito.

### Anime

#### 2007
- Sketchbook ~full color's~ - Minamo Negishi

#### 2008
- Ikki Tousen: Great Guardians - Girl B
- Ghost Hound - Primary School Girl B
- Persona: Trinity Soul
- Monochrome Factor - Female Student

#### 2009
- Asura Cryin' - Ritsu Shioizumi,[2] Kotori Arayashiki
- K-On! - Mio Akiyama[3]
- Tetsuwan Birdy: Decode 02 - Witch
- Toradora! - Female Student A
- Nogizaka Haruka no Himitsu: Purezza - Iwai Hinasaki, Yayoi Kayahara
- Basquash! - Child B
- Umineko no Naku Koro ni - Satan

#### 2010
- Chu-Bra!! - Kiyono Amahara[4]
- Seikon no Qwaser - Hana Katsuragi[5]
- Ichiban Ushiro no Daimaō - Junko Hattori[6]
- K-On!! - Mio Akiyama
- Working!! - Izumi Takanashi
- Seikimatsu Occult Gakuin - Maya Kumashiro
- Seitokai Yakuindomo - Shino Amakusa
- Giri Giri Airu Village - Nyasuta
- Sora no Otoshimono Forte - Hiyori Kazane

#### 2011
- IS (Infinite Stratos) - Hōki Shinonono
- Kore wa Zombie Desu ka? - Seraphim
- Rio - Rainbow Gate! - Linda
- Dog Days - Brioche d'Arquien
- Moshidora - Minami Kawashima
- Seikon no Qwaser II - Hana Katsuragi
- ro-kyu-bu - Saki Nagatsuka

#### 2012
- Btooom! - Hidemi Kinoshita
- Campione! - Erica Brandelli
- Code:Breaker - Sakura Sakurakouji
- Dog Days' - Brioche d'Arquien
- Driland - Haruka
- Gokujyo. - Akabane Aya
- Hagure Yūsha no Estetica - Myuu Ousawa
- High School DxD -  Rias Gremory
- Hyōka - Presidente do Clube de Estudos
- Inu x Boku SS - Nobara Yukinokouji
- Kingdom - 'Qiang Lei'
- Kore wa Zombie Desu ka? Of The Dead- Serafim
- Medaka Box Abnormal- Saki Sukinasaki
- Moretsu Pirates - Lynn Lambretta
- Muv-Luv Alternative: Total Eclipse - Niram Rawamunando

#### 2013
- Aku no Hana - Nanako Saeki
- Boku wa Tomodachi ga Sukunai NEXT - Hinata Hidaka - Hinata Hidaka
- Cuticle Detective Inaba - Gabriella
- Ginga Kikōtai Majestic Prince- Kei Kugimiya
- Hataraku Mao-sama! - 'Emi Yusa'/'Emilia Justina'
- Hyakka Ryōran Samurai Bride - Musashi Miyamoto
- Yama no Susume - Kaede Saitō

### OVAs
- Final Fantasy VII Advent Children - Edge Citizen

### Filmes
- Keroro Gunso the Super Movie 3: Keroro vs. Keroro Great Sky Duel - Woman C

### Jogos
- Ken to Mahou to Gakuen Mono - Female Gnome
- MegaZone 23: Part III - Mami Nakagawa

### Singles e Álbuns
Como dubladora da personagem Mio Akiyama em K-ON, ela participou de onze singCrimson no Binetsules e dois álbuns musicais ela também é famosa por cantar o tema de encerramento da primeira temporada de Shingeki No Kyojin ela também participou outras músicas de animes como High School DXD, Trinity Seven e do remake de 2021 do anime Shaman King.
| Título                                           | Trabalho                                                   | Data de lançamento     |
| ------------------------------------------------ | ---------------------------------------------------------- | ---------------------- |
| Cagayake!GIRLS                                   | Single de abertura - 1°temporada - K-ON!                   | 22 de abril de 2009    |
| Don't say "lazy"                                 | Single de encerramento - 1°temporada - K-ON!               | 22 de abril de 2009    |
| Fuwa Fuwa Time                                   | Single de Tema inserido - K-ON!                            | 20 de maio de 2009     |
| K-ON! Character Image Song Series - Mio Akiyama  | 1° conjunto de single de canções da personagem - K-ON!     | 17 de junho de 2009    |
| GO! GO! MANIAC                                   | Single de abertura - 2°temporada - K-ON!                   | 28 de abril de 2010    |
| Listen!!                                         | Single de encerramento - 2°temporada - K-ON!               | 28 de abril de 2010    |
| Pure Pure Heart                                  | Single de Tema inserido - K-ON!                            | 2 de junho de 2010     |
| Utauyo!!MIRACLE                                  | Single da 2° abertura - 2°temporada - K-ON!                | 4 de agosto de 2010    |
| NO, Thank You!                                   | Single do 2° encerramento - 2°temporada - K-ON!            | 4 de agosto de 2010    |
| K-ON!! Character Image Song Series - Mio Akiyama | 2° conjunto de single de canções da personagem - K-ON!     | 21 de setembro de 2010 |
| Gohan wa Okazu/U&I                               | Single de Tema inserido - K-ON!                            | 8 de setembro de 2010  |
| HO-KAGO TEA TIME                                 | 1° álbum da banda Ho-kago Tea Time                         | 22 de julho de 2009    |
| HO-KAGO TEA TIME II                              | 2° álbum da banda Ho-kago Tea Time                         | 27 de outubro de 2010  |
| Rhythm Dimension                                 | Single produzido junto com ShiinaTactix                    | 7 de julho de 2008     |
| Utsukushiki Zankoku no Sekai                     | Single de encerramento - 1ª temporada - Shingeki no Kyojin | 8 de maio de 2013      |